# 나쁜 사랑 (드라마)
《나쁜 사랑》은 2019년 12월 2일부터 2020년 5월 29일까지 방영된 MBC 일일 드라마이다. 본작 이후 2020년 6월 29일부터 MBC 일일 드라마 시간대가 저녁 7시 20분으로 다시 변경되었다.

## 기획 의도
거대한 운명의 소용돌이 한가운데서 사투를 벌이는 여인의 이야기인 동시에, 조건 없는 사랑을 베푸는 모성에 대한 이야기

## 제작진

### 연출
- 김미숙 : (MBC 드라마《별순검 시즌 3》(공동 연출), OCN 드라마《특수사건전담반 Ten 2》(제작), MBC 아침 드라마 《모두 다 김치》(조연출), MBC 아침 드라마 《이브의 사랑》(조연출), MBC 드라마 《언제나 봄날(공동 연출), MBC 아침 드라마 《역류》(공동 연출) 등 연출 )

### 극본
- 홍승희 : ( SBS 추석 특집 드라마 《내 사랑 달자씨》, MBC 아침 드라마 《내 손을 잡아》, MBC 아침 드라마 《내일도 승리》 집필)

## 등장인물

### 주요 인물
- 신고은 : 최소원(34세)[1] 역 - 막장드라마의 필수요소인 고구마 여주. 단실의 딸이자 쌍둥이 자매 중 동생, 하은의 고모이자 양모. 원단 가게 점원→ 노유패션 사무 보조 → 노유패션 디자인 실장 → 팀장

- 이선호 : 한재혁(39세)[2] 역 - 막장드라마의 필수요소인 고구마 남주. 절절한 순애보의 소유자, 은혜의 전 애인, 소원의 남편이자 하은의 양부. 의문의 디자이너(J) → 노유그룹 부사장 → 회장.

- 오승아 : 황연수(33세)[3] 역 - 막장드라마의 필수요소인 인간말종 1 악인 여주인공. 소원의 라이벌, 호진의 전처이자 민혁의 아내, 하은의 생모. 노유패션 영업부 계약직 → 프랑스 유학생 → 노유패션 수석 디자이너[4] → 디자인팀 실장 → 평사원 → 수감자[5]

- 윤종화 : 한민혁 → 박민혁(37세)[6] 역 - 노유패션 개발과장 → 이사 → 부사장 → 회장 → 해임 → 수감자[7] 재혁의 이복 동생, 은혜의 뺑소니 교통사고 진범, 연수의 남편. 하은의 작은아버지

- 전승빈 : 최호진(32세)[8] 역 - 소원의 남동생, 연수의 전남편, 하은의 생부. 고시생 → 검사→ 노유그룹 법무팀장

### 최소원의 주변인물
- 차민지 : 최은혜(사망 당시 29세)[9] 역 - 소원의 이란성 쌍둥이 언니, 재혁의 동거녀, 민혁에 의해 뺑소니 교통사고로 사망 (특별 출연)
- 이상숙 : 송단실(66세) 역 - 제일 원단 주인, 3남매(소원, 은혜, 호진)의 엄마
- 이예빛 : 최민아 / 최하은 / 한하은[10] 역 - 연수와 호진의 친딸이자, 재혁과 소원의 양딸. 민혁의 조카이자 의붓딸

### 한재혁의 주변인물
- 남경읍 : 한태석(69세) 역[11] - 노유그룹 회장, 재혁과 민혁의 아버지

### 한민혁의 주변인물
- 정애리 : 장화란(64세) 역[12] - 노유갤러리 관장, 재혁의 새어머니이자 민혁의 친엄마, 단실의 여고 동창
- 전진기[13] : 박상태(사망 당시 65세) 역 - 민혁의 생부이자 민혁의 심복. 노유그룹 비서실장 → 상무이사 → 수감자

### 그 외 인물
- 심은진 : 한유진 / 케이트 한(42세)[14] 역 - 태석의 동생. 노유패션 디자인실 팀장 → 기획 이사
- 고은이 : 고 대리 역 - 노유패션 디자인실 대리 → 실장
- 신수호 : 신수호 역 - 노유패션 디자인실 직원
- 윤진 : 윤진 역 - 노유패션 디자인실 직원
- 김방원 : 정 비서 역 - 태석의 비서
- 성민준 : 지승철 역 - 하은의 유치원 친구
- 서광재[15] : 박 이사 역
- 전은미 : 의료기 매장 점장 역
- 줄리안 퀸타르트 : 레옹 역 - 한유진의 프랑스 남자 친구

### 특별 출연
- 송영재 : 김 사장 역 - 원단 공장 사장

## 시청률
아래의 파란색 숫자는 '최저 시청률'이고, 빨간색 숫자는 '최고 시청률'입니다. 시청률조사회사와 지역별로 시청률에 차이가 있을 수 있습니다. 
| 2019년      | 2019년      | 2019년         |
| 회차        | 방송일      | AGB 시청률     |
| 회차        | 방송일      | 대한민국(전국) |
| ----------- | ----------- | -------------- |
| 제1회       | 12월 2일    | 3.5%           |
| 제2회       | 12월 3일    | 3.3%           |
| 제3회       | 12월 4일    | 3.3%           |
| 제4회       | 12월 5일    | 3.6%           |
| 제5회       | 12월 6일    | 3.6%           |
| 제6회       | 12월 9일    | 4.0%           |
| 제7회       | 12월 10일   | 3.1%           |
| 제8회       | 12월 11일   | 3.6%           |
| 제9회       | 12월 12일   | 3.7%           |
| 제10회      | 12월 13일   | 3.6%           |
| 제11회      | 12월 16일   | 3.5%           |
| 제12회      | 12월 17일   | 3.4%           |
| 제13회      | 12월 18일   | 3.9%           |
| 제14회      | 12월 19일   | 3.6%           |
| 제15회      | 12월 20일   | 4.1%           |
| 제16회      | 12월 23일   | 3.6%           |
| 제17회      | 12월 24일   | 3.7%           |
| 제18회      | 12월 25일   | 3.1%           |
| 제19회      | 12월 26일   | 4.0%           |
| 제20회      | 12월 27일   | 3.7%           |
| 제21회      | 12월 30일   | 3.9%           |
| 제22회      | 12월 31일   | 3.9%           |
| 2020년      |             |                |
| 제23회      | 1월 1일     | 2.9%           |
| 제24회      | 1월 2일     | 3.9%           |
| 제25회      | 1월 3일     | 3.8%           |
| 제26회      | 1월 6일     | 3.8%           |
| 제27회      | 1월 7일     | 3.6%           |
| 제28회      | 1월 8일     | 3.5%           |
| 제29회      | 1월 9일     | 4.2%           |
| 제30회      | 1월 10일    | 4.1%           |
| 제31회      | 1월 13일    | 3.7%           |
| 제32회      | 1월 14일    | 4.0%           |
| 제33회      | 1월 15일    | 3.8%           |
| 제34회      | 1월 16일    | 4.0%           |
| 제35회      | 1월 17일    | 3.9%           |
| 제36회      | 1월 20일    | 4.1%           |
| 제37회      | 1월 21일    | 3.7%           |
| 제38회      | 1월 22일    | 4.3%           |
| 제39회      | 1월 23일    | 4.2%           |
| 제40회      | 1월 24일    | 3.0%           |
| 제41회      | 1월 27일    | 3.1%           |
| 제42회      | 1월 28일    | 4.0%           |
| 제43회      | 1월 29일    | 4.3%           |
| 제44회      | 1월 30일    | 4.3%           |
| 제45회      | 2월 3일     | 4.2%           |
| 제46회      | 2월 4일     | 4.2%           |
| 제47회      | 2월 5일     | 4.6%           |
| 제48회      | 2월 6일     | 4.4%           |
| 제49회      | 2월 7일     | 4.3%           |
| 제50회      | 2월 10일    | 4.6%           |
| 제51회      | 2월 11일    | 4.6%           |
| 제52회      | 2월 12일    | 4.4%           |
| 제53회      | 2월 13일    | 4.7%           |
| 제54회      | 2월 14일    | 4.5%           |
| 제55회      | 2월 17일    | 5.0%           |
| 제56회      | 2월 18일    | 4.8%           |
| 제57회      | 2월 19일    | 4.9%           |
| 제58회      | 2월 20일    | 5.3%           |
| 제59회      | 2월 21일    | 5.6%           |
| 제60회      | 2월 24일    | 4.8%           |
| 제61회      | 2월 25일    | 5.1%           |
| 제62회      | 2월 26일    | 4.6%           |
| 제63회      | 2월 27일    | 5.1%           |
| 제64회      | 2월 28일    | 5.6%           |
| 제65회      | 3월 2일     | 5.1%           |
| 제66회      | 3월 3일     | 5.8%           |
| 제67회      | 3월 4일     | 5.1%           |
| 제68회      | 3월 5일     | 5.6%           |
| 제69회      | 3월 6일     | 5.3%           |
| 제70회      | 3월 9일     | 5.2%           |
| 제71회      | 3월 10일    | 5.1%           |
| 제72회      | 3월 11일    | 5.4%           |
| 제73회      | 3월 12일    | 6.1%           |
| 제74회      | 3월 13일    | 5.6%           |
| 제75회      | 3월 16일    | 5.6%           |
| 제76회      | 3월 17일    | 5.7%           |
| 제77회      | 3월 18일    | 5.8%           |
| 제78회      | 3월 19일    | 6.0%           |
| 제79회      | 3월 20일    | 6.2%           |
| 제80회      | 3월 23일    | 5.7%           |
| 제81회      | 3월 24일    | 6.1%           |
| 제82회      | 3월 25일    | 6.1%           |
| 제83회      | 3월 26일    | 6.0%           |
| 제84회      | 3월 27일    | 5.8%           |
| 제85회      | 3월 30일    | 6.3%           |
| 제86회      | 3월 31일    | 5.9%           |
| 제87회      | 4월 1일     | 5.8%           |
| 제88회      | 4월 2일     | 6.0%           |
| 제89회      | 4월 3일     | 5.6%           |
| 제90회      | 4월 6일     | 5.9%           |
| 제91회      | 4월 7일     | 5.9%           |
| 제92회      | 4월 8일     | 5.6%           |
| 제93회      | 4월 9일     | 5.6%           |
| 제94회      | 4월 10일    | 6.1%           |
| 제95회      | 4월 13일    | 5.7%           |
| 제96회      | 4월 14일    | 6.0%           |
| 제97회      | 4월 15일    | 6.2%           |
| 제98회      | 4월 16일    | 6.0%           |
| 제99회      | 4월 17일    | 6.6%           |
| 제100회     | 4월 20일    | 5.8%           |
| 제101회     | 4월 21일    | 6.3%           |
| 제102회     | 4월 22일    | 6.0%           |
| 제103회     | 4월 23일    | 6.2%           |
| 제104회     | 4월 24일    | 6.3%           |
| 제105회     | 4월 27일    | 6.1%           |
| 제106회     | 4월 28일    | 6.0%           |
| 제107회     | 4월 29일    | 6.4%           |
| 제108회     | 4월 30일    | 5.6%           |
| 제109회     | 5월 1일     | 5.5%           |
| 제110회     | 5월 4일     | 5.7%           |
| 제111회     | 5월 5일     | 5.4%           |
| 제112회     | 5월 6일     | 6.3%           |
| 제113회     | 5월 7일     | 5.9%           |
| 제114회     | 5월 8일     | 6.3%           |
| 제115회     | 5월 11일    | 5.9%           |
| 제116회     | 5월 12일    | 6.1%           |
| 제117회     | 5월 13일    | 6.5%           |
| 제118회     | 5월 14일    | 6.1%           |
| 제119회     | 5월 15일    | 6.2%           |
| 제120회     | 5월 18일    | 5.4%           |
| 제121회     | 5월 19일    | 6.1%           |
| 제122회     | 5월 20일    | 6.3%           |
| 제123회     | 5월 21일    | 6.5%           |
| 제124회     | 5월 22일    | 6.1%           |
| 제125회     | 5월 25일    | 6.4%           |
| 제126회     | 5월 26일    | 6.0%           |
| 제127회     | 5월 27일    | 6.8%           |
| 제128회     | 5월 28일    | 6.9%           |
| 제129회     | 5월 29일    | 6.8%           |
| 평균 시청률 | 평균 시청률 | 5.0%           |

## 결방 사유 및 연장
- 2020년 1월 31일 : 우한 전세기 귀국 《MBC 뉴스특보》 편성으로 인한 결방.
- 나쁜 사랑 방영 분량이 120부작에서 9회 연장되어 129부작으로 변경 및 확정되었다.
  - 결방 개수: 1개

## 경쟁 프로그램
- SBS 아침연속극

《맛 좀 보실래요》 (2019년 11월 12일 ~ 2020년 5월 1일)
《엄마가 바람났다》 (2020년 5월 4일 ~ 2020년 10월 23일)

## 참고 사항
- 왔다 장보리와 너무 비슷하다. 먼저 악역과 악역의 동거남의 아이를 여주와 남주가 키우고 있다던가[17], 첫째아들은 본처의 아들이고, 둘째아들은 후처의 아들이라던가[18], 정상인 고모[19], 초반에는 여주와 악역이 한집에서 자랐다던가[20], 한 인물의 죽음으로 극 전개가 시작된다던가[21], 친딸 학대하고 유기하는 친엄마[22], 첫째아들은 여주와 결혼하고, 둘째아들은 악역과 결혼하는 것[23], 히어로인 악역의 동거남 까지[24], 또 다른 악역[25] 또 한가지가 있다면 드라마 주제도 의류와 관련된 주제이다.
- 본래는 2020년 1월에 첫 방송 예정이었으나, 전작인 《모두 다 쿵따리》가 조기종영함에 따라 12월에 첫 방송되었다.
- 《언제나 봄날》과 《역류》의 김미숙 PD가 처음으로 메인 연출을 맡은 작품이다.
- 이선호와 윤종화는 《에어시티》 이후 12년 만에 재회하는 작품이다.
- 전승빈과 전진기는 《보좌관》 이후 6개월 만에 재회하여 1편과 2편과 동시에 출연했다.
- 남경읍과 정애리는 《좋은사람》 이후 3년 만에 부부 사이로 의기투합을 하게 되었다.
- 남경읍과 전진기는 KBS2 월화 드라마 《트로트의 연인》 이후 5년 만에 재회하며, JTBC 금토 드라마 《미스티》 이후 1년 만에 재회하는 작품이다.
- 심은진과 전승빈, 윤종화와 신고은은 해당 드라마 출연을 계기로 2021년부터 부부의 연을 맺었다.
- 윤종화, 정애리, 전진기는 KBS1 대하드라마 《불멸의 이순신》 이후로 16년 만에 재회하는 작품이다.
- 윤종화와 전진기는 MBC 주말 특별기획 드라마 《이몽》 이후로 7개월 만에 재회하는 작품이다.
- 전진기와 서광재는 MBC 월화 드라마 《트라이앵글》 이후로 5년 만에 재회하는 작품이며, 그러나 2022년 2월 17일에 전진기와 서광재가 대본 작업 후에 2022년 7월 3일까지 촬영 마친 후 2023년 11월 22일에 개봉한 천만 관객 돌파 영화 《서울의 봄》 이후로 4년 후에 재회하는 작품이다.

## 같이 보기
- 대한민국의 텔레비전 드라마 목록 (ㄴ)
- 2019년 대한민국의 텔레비전 드라마 목록